# 삼성리서치
삼성리서치(Samsung Research)는 삼성전자의 SET(End-products) 부문 선행 연구소이다. 삼성전자 산하의 전세계 23여개 연구거점과 2만여 명의 연구개발 인력들을 이끈다.
삼성리서치는 “Shape the Future with Innovation and Intelligence”라는 비전 아래, SET 사업의 새로운 가치를 창출하고 미래 준비를 위한 신성장 동력 발굴 및 선행기술 확보를 목표로 활발한 연구개발을 추진하고 있다.

## 주요연혁
- 2017년 11월 - 삼성리서치 설립 (DMC연구소 + 소프트웨어센터 통합)

## 연구분야
주요 연구분야는 차세대 통신, 로봇, 인공지능, Data, IoT, Tizen, Smart Machine, Security, 차세대 미디어 등이고, 그 외에 인공지능 기술 기반 분야로 연구 영역을 확장한다. 전 세계 15개국 23여 개의 해외연구소와 함께 글로벌 R&D 역량을 확대하고, 나아가 글로벌 우수 대학∙연구소∙기업들과 기술 협력을 극대화한다. 또한, TV, 가전, 모바일 등 다양한 삼성전자 SET 사업 군의 연구 개발 체계 혁신을 통해 글로벌 R&D 시너지를 강화하고, 기술 표준화 및 특허 확보, 오픈소스 활동 등을 수행하고 있다.